# François Bellocq
Pour les articles homonymes, voir Bellocq.
François Bellocq (1946-1993) est un médecin français, adepte du « rééquilibrage hormonal », souvent assimilé à du dopage, dans les années 1970. De 1974 à 1979, il fut médecin de l'équipe Peugeot.
En 1976, il soutient une thèse sur la détérioration du profil hormonal chez le cycliste professionnel.
Il meurt d'une crise cardiaque, à l'âge de 46 ans.

## Publications
- Sport et dopage : la grande hypocrisie, avec la collaboration de Serge Bressan, éditions du Félin, 1991.